# Вукасовић
Вукасовић је српскохрватско презиме, патроним настао од словенског имена Вукас, варијанте Вук. Значајни људи са презименом су:
- Вид Вулетић Вукасовић (1853–1933), дубровачки књижевник и етнограф
- Ненад Вукасовић (рођен 1952), српски политичар
- Милош Вукасовић  (шп. Miguel Vucassovich; Дражин Врт, 1842 — Буенос Ајрес, 1908) био је поморац, бродовласник и конструктор бродова који је емигрирао у Аргентину.